# 威廉·格勒納
威廉·格勒纳，全名是卡尔·爱德华·威廉·格勒纳（德語：Karl Eduard Wilhelm Groener，1867年11月22日—1939年5月3日），是一位德国将军及政治家，最高軍階為陸軍中將。
威廉·格勒纳出生于符腾堡的路德维希堡，父亲是军部主计员。1884年，他加入符腾堡军队，于1893至1897年入读军事学院，后来在1899年升任到德国参谋部。在往后十七年之间，他一直从事铁路部门的工作，并在1912年升任主管。1916年11月，格勒纳转而到普鲁士陆军部 (Prussian Minister of War) 担任副部长并监控军事生产。1917年8月，他到乌克兰指挥作战。
1918年10月29日，最高陆军指挥总指挥官 (Quartiermeister) 埃里希·鲁登道夫辞职，格勒纳升任为第二任总指挥官，职位仅次于参谋总长保罗·冯·兴登堡元帅。德军当时在盟军猛攻下节节败退，而士兵哗变、社会动荡不安接踵而来，德国革命爆发。11月，格勒纳向德皇威廉二世表示，后者已经失去军队支持，故此劝喻皇帝逊位。
1918年11月9日，皇帝终于退位。马克思主义的斯巴达克同盟在柏林宣布成立一个社会主义共和国。新任总理、德国社民党主席弗里德里希·艾伯特与腓力·赛德曼希望阻止共产党人 (后来更组成德国共产党) 的行动，他们在没有周详计划下成立了共和国。
作为德军第二号人物的格勒纳，在当晚与艾伯特联络。二人达成了艾伯特-格勒纳协定，并在几年之内将之保守为秘密。
艾伯特同意镇压革命，并答应维持被打败的德军作为德国重要支柱之地位；格勒纳则答应他的军队会把权力交给新政府。格勒纳因此在军部不太受欢迎，基于大部分将领都希望借助军队帮助皇帝复辟。
1918年11月11日德国投降，结束了第一次世界大战。格勒纳其后监督德军的撤退与解散。
1919年9月30日，他退出军队。1920年代，他数次退休及复出。1920至23年，他出任交通部长；1928年，他接替奥托·格斯勒任国防部长，直到1932年下野；1931至32年，同时兼任内政部长。格勒纳是当时军官团里少見的拥护共和国的人，他支持取缔纳粹党的冲锋队。在其门生及旧友施莱谢尔的阴谋操作下弗朗茨·冯·帕彭接替海因里希·布吕宁成为德国总理后，格勒纳退出政坛。
格勒纳曾结婚两次，并先后与两位妻子育有两名子女。他在1939年于波茨坦逝世。